# Narcís Oller
Narcís Oller y Moragas (Valls, 10 de agosto de 1846-Barcelona, 26 de julio de 1930) fue un escritor y abogado español, que cultivó el realismo y el naturalismo para luego adaptarse al modernismo de la época. Escribió la mayor parte de su obra en catalán.

## Biografía
Nacido en la localidad tarraconense de Valls y huérfano de padre, su tío materno le transmitió la pasión literaria; estudió derecho en Barcelona y después fue funcionario de la diputación de esta ciudad y procurador de los tribunales. Aunque escribió tres de sus obras en castellano, los Jocs Florals de 1877 y el triunfo apoteósico de Verdaguer y de Guimerá, los cuales escribieron unas obras de extraordinaria riqueza, y el consejo de su primo Josep Yxart lo llevaron a escribir en catalán. Escribió en las revistas La Renaixensa, La Ilustració Catalana y L'Avenç y frecuentó el grupo L'Avenç.

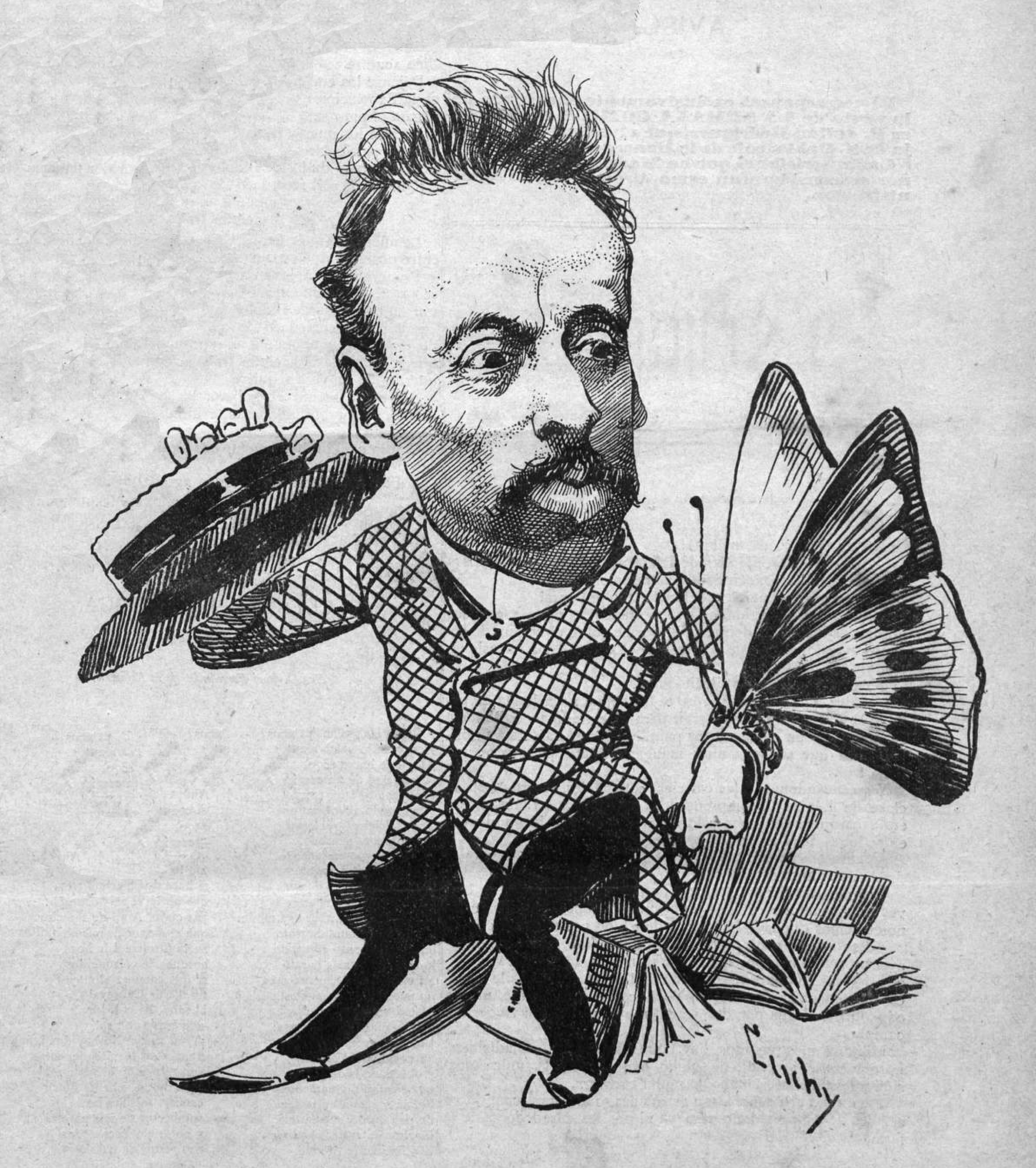
Caricaturizado por Cuchy (La Semana Cómica, 1888)

Pero no fueron solo estas causas lo que le condujeron a escribir en catalán, también sus ideales sobre el uso de su lengua y su concepto del realismo. Polemizando sobre el nacionalismo, Galdós le escribió por carta una significativa frase: «...es tontísimo que V. escriba en catalán». Oller le respondió con una serie de argumentos que es toda una declaración de principios:

Escribo novela en catalán porque vivo en Cataluña, copio costumbres y paisajes catalanes y catalanes son los tipos que retrato, en catalán los oigo producirse cada día, a todas horas, como usted sabe que hablamos aquí. No puede usted imaginar efecto más falso y ridículo del que me causaría a mi hacerlos dialogar en otra lengua, ni puedo ponderarle tampoco la dificultad con la que tropezaría para encontrar en paleta castellana cuando pinto, los colores que me son familiares de la catalana (...). ¿No cree usted que el lenguaje es una concreción del espíritu? ¿Entonces divorciarlo pues de esa fusión que existe de realidad y observación en toda obra realista?

Introdujo el naturalismo en Cataluña con su novela La papallona (1882). Fue fundamentalmente un narrador, pero también hizo algunas incursiones en el teatro; evolucionó desde un realismo inicial a posturas propias del naturalismo, pero muy personales, como el mismo Émile Zola afirmó en 1882 en su prólogo a la traducción francesa de La papallona, publicada bajo el título Le Papillon.
Fue traducido a varios idiomas; él, a su vez, tradujo al catalán obras de Isaac Pavlovski, León Tolstói, Carlo Goldoni y Alejandro Dumas. En 1934 el artista Eusebio Arnau realizó un busto titulado A Narcís Oller, que fue ubicado cerca de la Vía Augusta de Barcelona.

## Obras

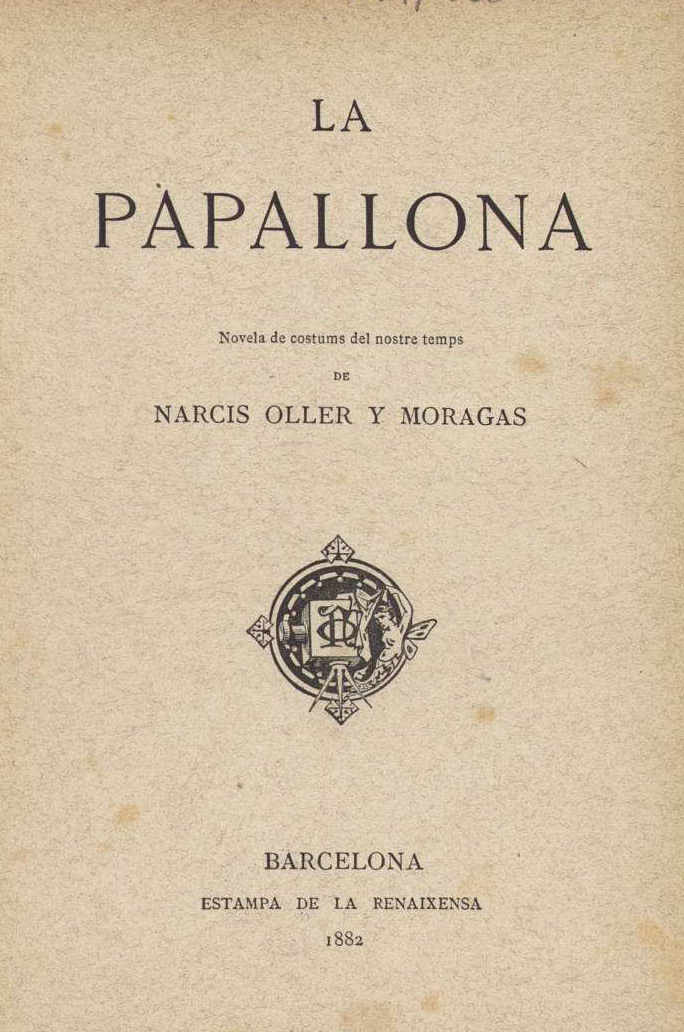
La papallona (1882)

### Narrativas
s  (1868, bajo el pseudónimo de Plácido)

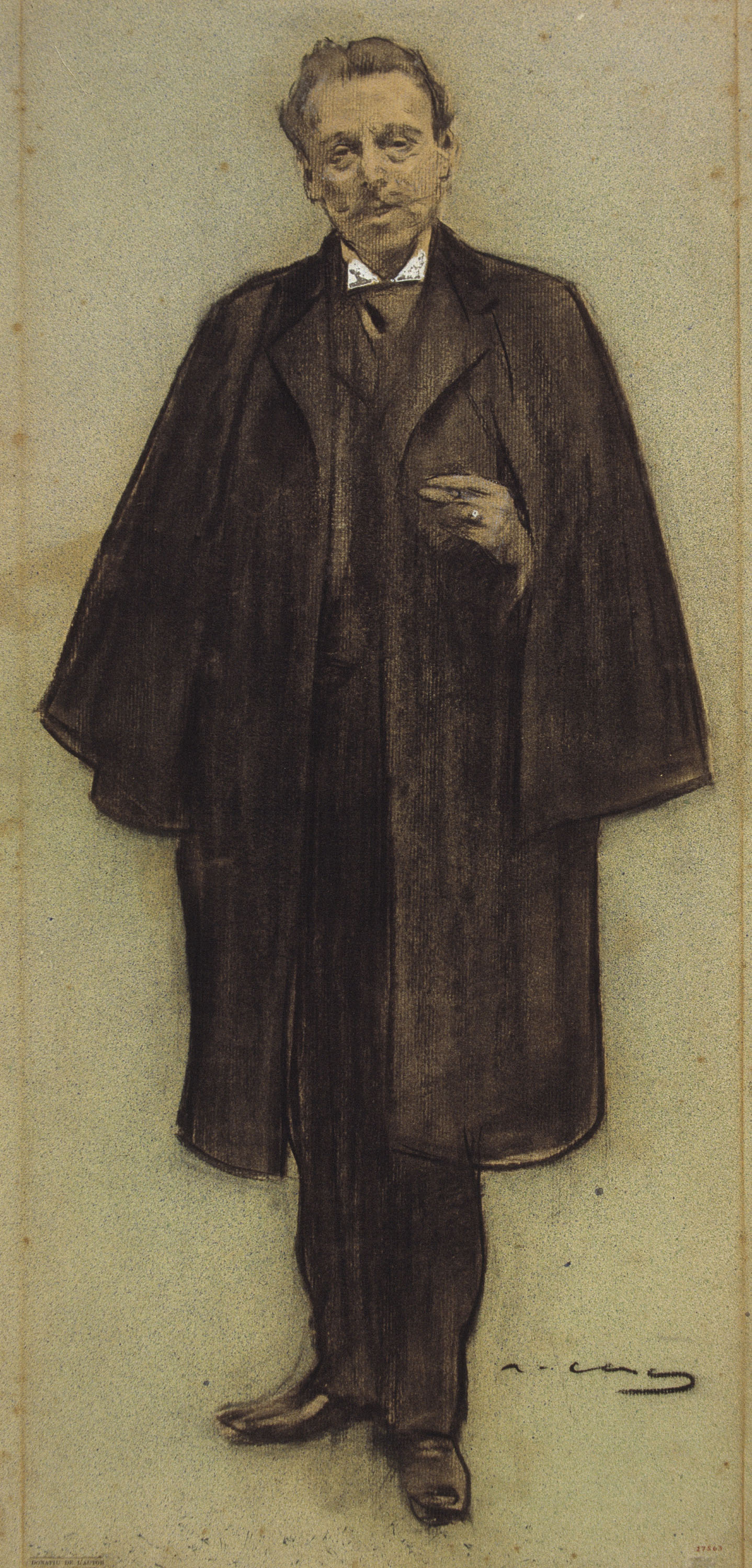
Retrato por Ramon Casas (MNAC)

- L'Escanyapobres (1884)
- Vilaniu (1885)
- La febre d'or (1890-1893)
- Figura y paisatge (1897)
- La bogeria (1898)
- La brusa (1899)
- Pilar Prim (1906)
- Rodamons (1907)
- Rurals y urbanes (1916)
- Al llapis y a la ploma (1918)

### Teatrales
- Teatre d'aficionats (1900)
- Renyines d'enamorats (1926)

## Patrimonio literario
La documentación personal junto con la biblioteca de Narcís Oller fueron cedidas de forma gratuita por Joan Oller i Rabassa al Archivo Histórico de la Ciudad de Barcelona (AHCB), al final de la guerra civil. A esta importante donación se añadió el ingreso por compra, con fecha 18 de octubre de 1968, de otros documentos entre los cuales destaca el ejemplar original manuscrito de las Memòries literàries o històries dels meus llibres, que permaneció restringido a la consulta por expresa voluntad de la familia, a pesar de que ya había sido publicado el año 1962 por la Editorial Aedos de Barcelona. Esta publicación reúne de forma íntegra, con algunas variaciones y enmiendas, el manuscrito, excepto el capítulo XVI, no publicado.
La documentación personal de Narcís Oller es, con un total de 5973 documentos, uno de los fondos de carácter privado más destacados de los conservados en el AHCB. Cabe destacar de este conjunto la importancia del epistolario con 4798 cartas. Las tipologías de los documentos son: documentación personal y familiar (345 documentos); derechos de autor (35 documentos); actividad profesional (87 documentos); manuscritos (170 documentos); epistolario (4798 cartas); y prensa (527 documentos). 
De esta documentación, una parte ya había sido ordenada anteriormente en nueve series y registrada con las siglas NO y el número de la serie correspondiente -en cifras romanas- seguida del número del documento. 3464 registros en total.

## Filmografía
En 1993, Gonzalo Herralde llevó la obra La febre d'or al cine. La película, La fiebre del oro, fue protagonizada por Fernando Guillén.